# Allheit
Allheit (Universitas, Totalität) gehört in der Kategorienlehre des Philosophen Immanuel Kant zu den reinen Verstandesbegriffen, d. h. zu den Elementen des Verstandes, welche dem Menschen bereits a priori, also unabhängig von der sinnlichen Erfahrung gegeben sind. Allheit wird wie Einheit und Vielheit den Kategorien der Quantität zugeordnet und entspricht den Einzelnen Urteilen (Urteil hier im Sinn von 'Aussage über die Wirklichkeit') in der Form „Ein S ist P“, also z. B. „Immanuel Kant ist ein Philosoph“. Sie wird von Kant definiert als „die Vielheit als Einheit betrachtet“ (KrV, B 497 f.).